# Stadtbefestigung Fürstenfeld

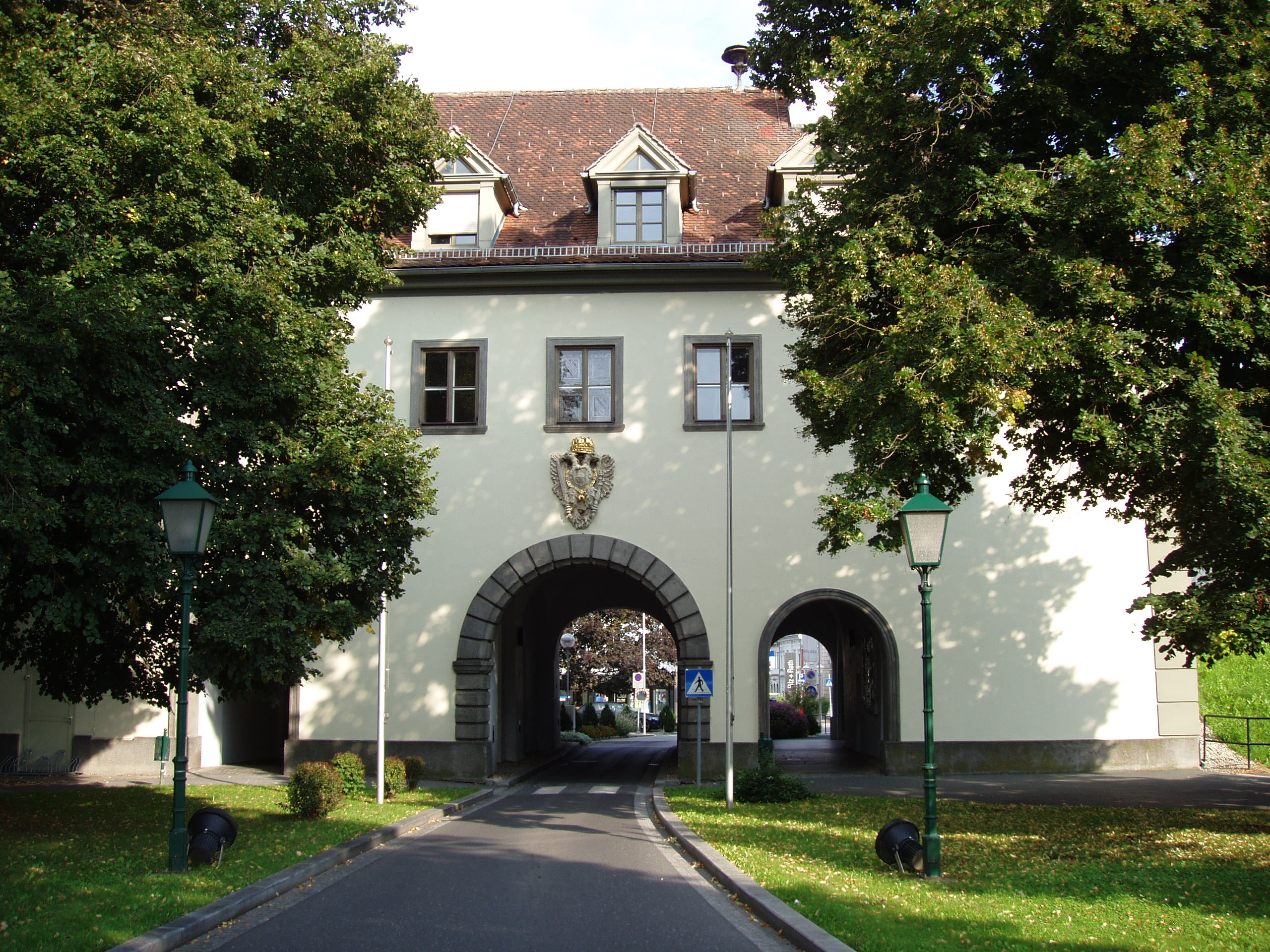
Ehemaliges Grazer Tor

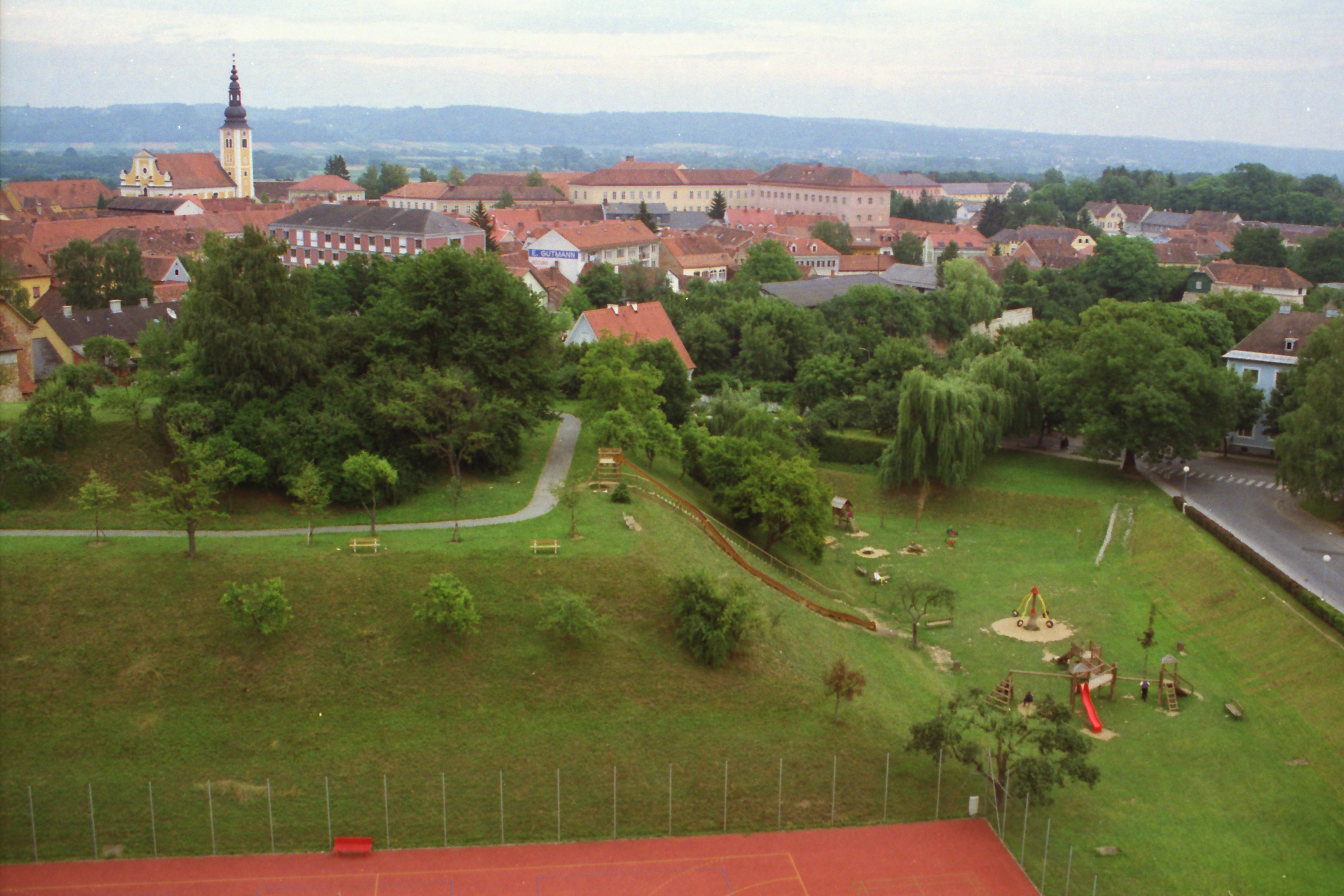
Ehemaliger Befestigungsgürtel

Die Stadtbefestigung Fürstenfeld war eine Stadtbefestigung der Stadtgemeinde Fürstenfeld im Bezirk Hartberg-Fürstenfeld in der Steiermark.

## Geschichte
Die Stadtgründung erfolgte durch den Traungauer Markgraf Ottokar IV. um 1170 mit einer über der Feistritz gelegenen Burg als Bollwerk zur Sicherung der Grenze gegen Osten. Erste bekannte urkundliche Nennung erfolgte 1185. Unter dem Babenberger Herzog Leopold VI. wurde von 1215 bis 1220 die Stadt weiter ausgebaut. Die Pfarrkirche und Kommende wurden durch den Johanniterorden (Souverän Malteser-Ritter-Orden) nach 1200 erbaut.
Der die ganze Stadt umgebende Befestigungsgürtel wurde nach 1553 erneuert und 1775 aufgelassen, die Baumeister waren Domenico dell` Allio, und nach Allios Tod 1563 die Baumeister Francesco Thibaldi und Francesco Marmoro.

## Stadtbefestigung
Die planmäßige mittelalterliche Stadtanlage ist noch erkennbar. Der ältere südöstliche Stadtteil zeigt sich mit einer gekrümmten Hauptstraße und dem Kommende-Bezirk. Der jüngere nordwestliche Stadtteil zeigt sich mit einem querliegenden Hauptplatz und einem ausgebildeten Parallelstraßensystem.
Von den mittelalterlichen Befestigungstürmen ist nur der Swartzturm, in das Freihaus Pfeilberg verbaut, erhalten. Das südöstliche Ungartor wurde 1839 abgetragen. Das nordwestliche Grazer Tor ist nach mehrmaligen Umbauten verändert erhalten.
Vom umgebenden Befestigungsgürtel sind Teile des Stadtgrabens, Mauerzüge, Kavalier, Ungarbastei, Schlossbastei und die Mühlbastei erhalten.